# Économie normative
L'économie normative (par opposition à l'économie positive) est une partie de la science économique qui étudie les valeurs et les jugements normatifs. 
Elle s'intéresse aux problématiques de la justice et de l'équité dans les domaines économiques, et notamment à ce que l'organisation économique elle même, et les objectifs de la politique publique, devraient être.

## Description
Les économistes préfèrent distinguer l'économie normative (« ce qui doit être » dans les questions économiques) de l'économie positive (« ce qui est »). De nombreux jugements normatifs (de valeur) peuvent être cependant abandonnés si des faits ou la connaissance de faits changent, puisqu'un changement de valeurs peut être purement scientifique. D'autre part, l'économiste spécialisé dans le bien-être, Amartya Sen distingue les jugements fondamentaux (normatif), qui ne dépendent pas d'une telle connaissance, des jugements non-basiques, qui le font. Il trouve intéressant de noter que «aucun jugement n'est fondamentalement basique» alors que certains jugements de valeur peuvent se révéler non fondamentaux. Cela laisse ouverte la possibilité d'une discussion scientifique fructueuse sur les jugements de valeur.
Un exemple d'énoncé de l'économie normative : « Le prix du lait devrait être de 50 centimes/litre pour donner aux producteurs laitiers un niveau de vie plus élevé et pour sauver les exploitations laitières familiales ».
C'est une déclaration normative, car elle reflète des jugements de valeur. Cette déclaration spécifique, fait le jugement que les agriculteurs méritent un niveau de vie plus élevé et que les exploitations familiales doivent être sauvées.
Les sous-champs de l'économie normative incluent l'économie du bien-être, la théorie du choix social, la théorie de l'allocation des ressources, une bonne partie de l'étude des politiques publiques et le mechanism design.
Parmi les principaux représentants de l'économie normative du XXes, on peut citer, Amartya Sen, John Harsanyi, Kenneth Arrow, Anthony B. Atkinson, Peter Hammond, Serge-Christophe Kolm, Hervé Moulin ou John Roemer, ainsi que, en Europe, Philippe Mongin, Philippe Van Parijs, Marc Fleurbaey, ou François Maniquet.